# Tampereen Pyrintö (Basketball)
Tampereen Pyrintö ist die Basketballabteilung des Tampereen Pyrintö aus Tampere, Finnland.
Die Basketballabteilung von Tampereen Pyrintö wurde 1941 gegründet. Die Heimspiele trägt der Klub in der Pyynikin palloiluhalli im Stadtteil Pyynikki aus.

## Geschichte

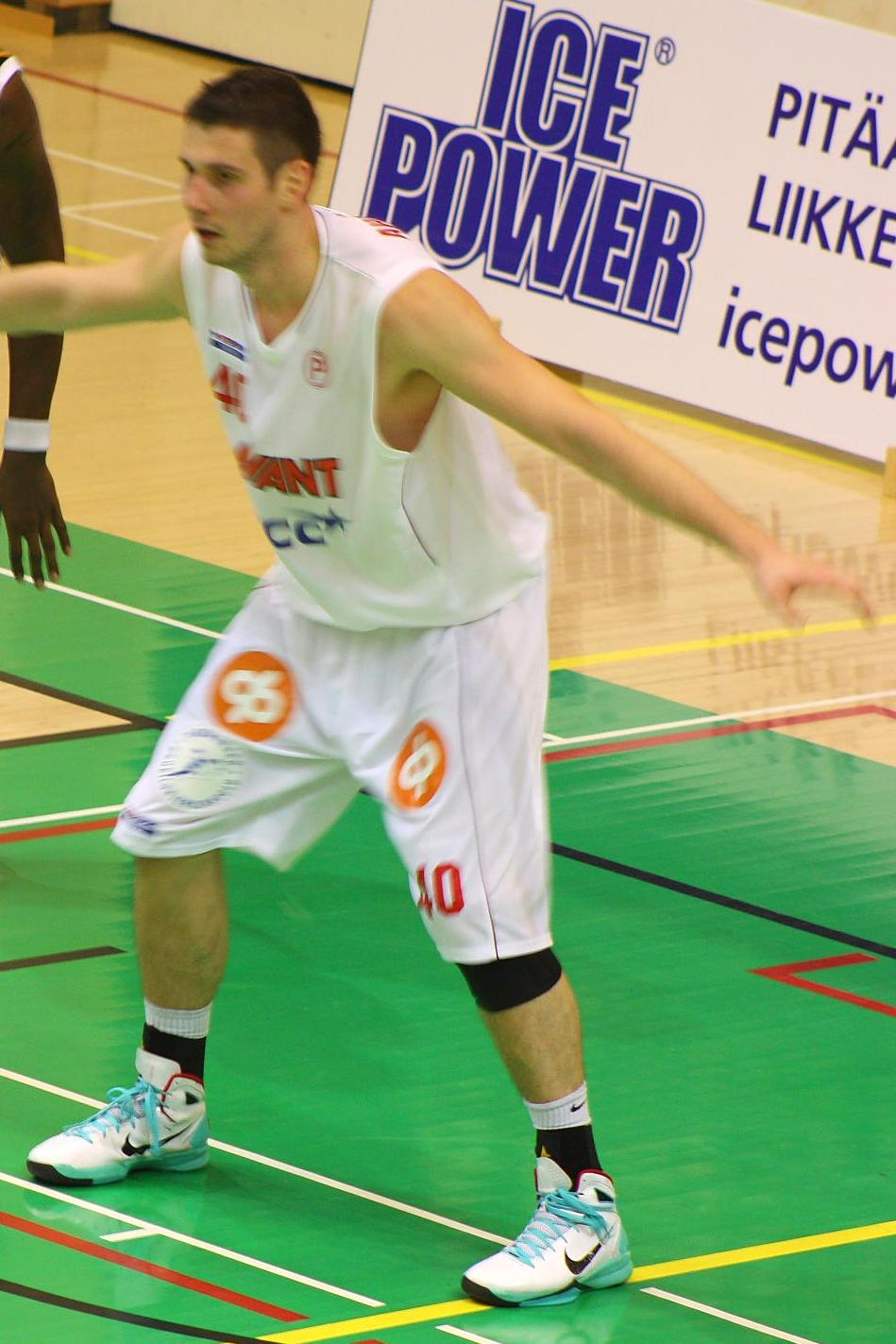
Olli Ahvenniemi hat zwei Finnische Meisterschaften mit Pyrintö gewonnen.

Die Basketballabteilung von Tampereen Pyrintö wurde 1941 gegründet. Das erste Spiel in der Staatsliga absolvierte Pyrintö am 23. Februar 1952 gegen Helsingin Kisa-Toverit. In der Saison 1957/58 gewann Pyrintö die Vizemeisterschaft, die erste Medaille des Männerteams. 1969 gewann der Klub den finnischen Pokalwettbewerb. Zu Beginn der 1980er Jahre verlor Pyrintö zweimal im Finale der Meisterschaft und erreichte somit jeweils die Silbermedaille. Von 1996 bis 2005 spielte Pyrintö unter dem Namen Pyrbasket. Während dieser Jahre erreichte Team eine Silbermedaille (2001) und einen zweiten Platz im Pokal.
Seit 2005 spielt Pyrintö wieder unter seinem alten Namen. Während der Saison 2008/09 begann die wohl bislang erfolgreichste Zeit Pyrintös. Mit dem Trainer Pieti Poikola und mit Spielern wie Damon Williams und Antti Nikkilä gewann Pyrintö 2009 zunächst eine Bronzemedaille in der finnischen Meisterschaft sowie den zweiten Platz im Pokal. Anschließend gewann man 2010 erstmals die nationale Meisterschaft und konnte 2011 den Titel verteidigen. 2014 gewann Pyrintö zum dritten Mal die Meisterschaft. Außerdem erreichte der Verein auch den vierten Platz in der Baltic Basketball League.

## Erfolge
- Finnische Meisterschaften:
  - 1. Platz: dreimal (2010, 2011, 2014)
  - 2. Platz: viermal (1958, 1980, 1981, 2001)
  - 3. Platz: einmal (2009)
- Finnischer Pokal:
  - Sieger: einmal (1969)
  - Zweiter: dreimal (2000, 2009, 2011)
- Baltic Basketball League:
  - vierte 2014

## Arena

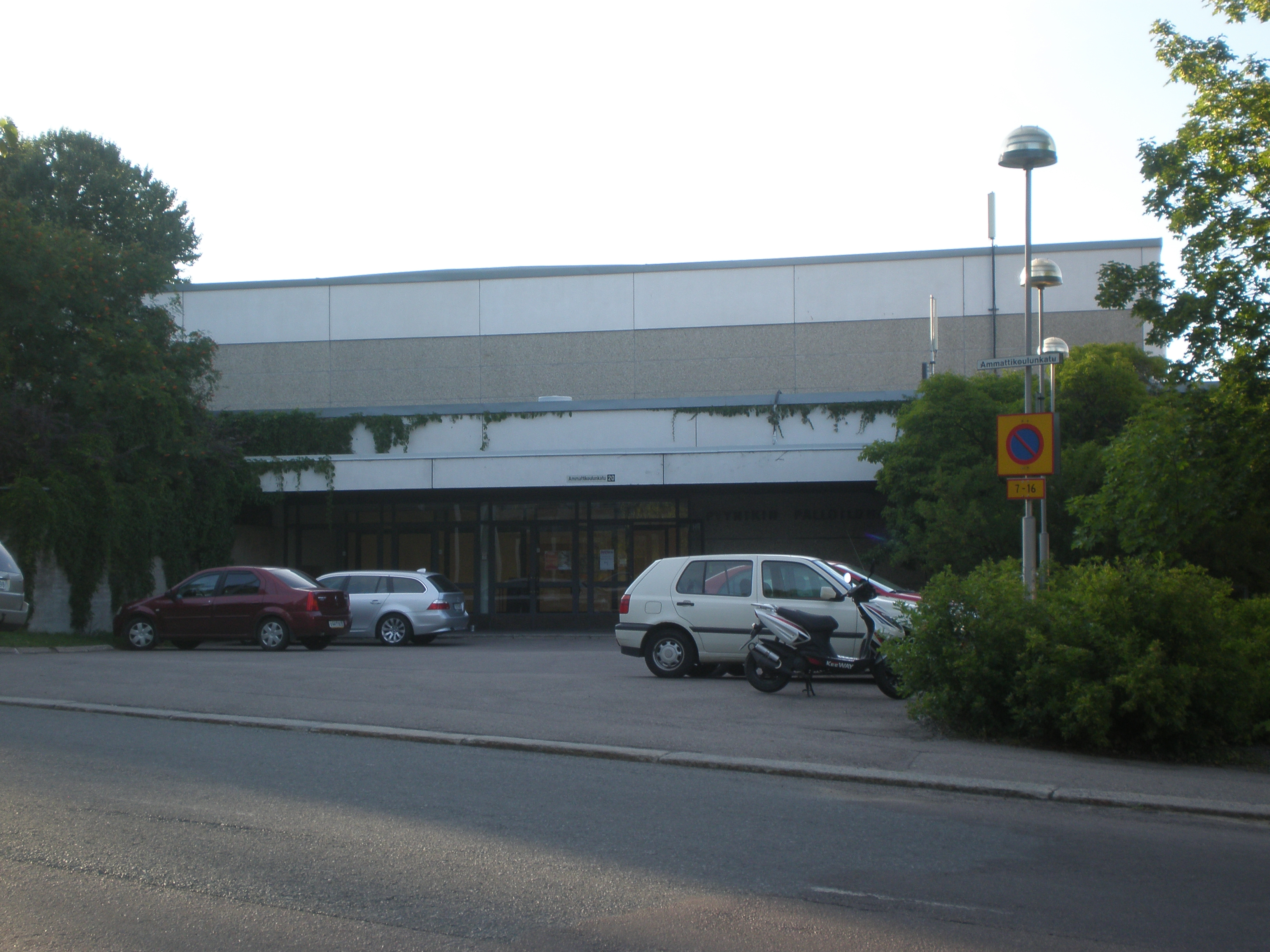
Der Eingang des Pyynikin palloiluhalli.

Die Heimspiele trägt der Klub in der Pyynikin palloiluhalli im Stadtteil Pyynikki aus. Die derzeitige Kapazität beträgt ungefähr 1000 bis 4000 Zuschauer.

## Bekannte Spieler
- Mikko Koskinen
- Antti Nikkilä
- Eric Washington
- Damon Williams
- MC Mazique
- Heino Enden
- / Shawn Myers
- Carl Lindbom